# Atletiek op de Olympische Zomerspelen 2024 – 4×400 meter vrouwen
De 4×400 meter voor vrouwen  op de Olympische Zomerspelen 2024 vond plaats op vrijdag 9 en zaterdag 10 augustus 2024 in het Stade de France in Parijs. 

## Records
Voorafgaand aan het toernooi waren dit het wereldrecord en het olympisch record.
| Wereldrecord     | Sovjet-UnieTatyana Ledovskaya Olga Nazarova Mariya Pinigina Olga Bryzgina | 3.15,17 | Seoel | 1 oktober 1988 |
| Olympisch record | Sovjet-UnieTatyana Ledovskaya Olga Nazarova Mariya Pinigina Olga Bryzgina | 3.15,17 | Seoel | 1 oktober 1988 |

## Kwalificatie
Veertien teams konden zich kwalificeren voor dit estafette-onderdeel tijdens de  World Athletics Relays 2024. Kwalificatie van de overige twee teams vond plaats op basis van klassering op de World Athletics Top List, met 30 juni 2024 als peildatum.

## Resultaten

### Series
De drie snelsten van elke serie kwalificeerden zich direct voor de finale (Q). Van de overgebleven teams plaatsten de twee tijdsnelsten zich ook voor de finale (q).
Serie 1
| Rang | Baan | Land                                                                                | Reactie | Tijd    | Bijz. |
| ---- | ---- | ----------------------------------------------------------------------------------- | ------- | ------- | ----- |
| 1    | 6    | Verenigde Staten Quanera Hayes, Shamier Little, Aaliyah Butler, Kaylyn Brown        | 0,243   | 3.21,44 | Q, SB |
| 2    | 7    | Groot-Brittannië Yemi Mary John, Hannah Kelly, Jodie Williams, Lina Nielsen         | 0,202   | 3.24,72 | Q, SB |
| 3    | 8    | Frankrijk Sounkamba Sylla, Shana Grebo, Alexe Déau, Amandine Brossier               | 0,172   | 3.24,73 | Q     |
| 4    | 4    | België Hanne Claes, Imke Vervaet, Camille Laus, Helena Ponette                      | 0,226   | 3.24,92 | q     |
| 5    | 9    | Spanje Blanca Hervás, Berta Segura, Eva Santidrián, Carmen Avilés                   | 0,151   | 3.28,29 |       |
| 6    | 5    | Noorwegen Josefine Tomine Eriksen, Lakeri Ertzgaard, Elisabeth Slettum, Amalie Iuel | 0,172   | 3.28,61 |       |
| 7    | 2    | Zwitserland Giulia Senn, Julia Niederberger, Annina Fahr, Yasmin Giger              | 0,150   | 3.29,75 |       |
| 8    | 3    | Cuba Melissa Padrón, Daily Cooper Gaspar, Sahily Diago, Roxana Gómez                | 0,244   | 3.33,99 |       |

Serie 2
| Rang | Baan | Land                                                                                    | Reactie | Tijd    | Bijz. |
| ---- | ---- | --------------------------------------------------------------------------------------- | ------- | ------- | ----- |
| 1    | 9    | Jamaica Andrenette Knight, Ashley Williams, Charokee Youn, Stephenie Ann McPherson      | 0,182   | 3.24,92 | Q, SB |
| 2    | 4    | Nederland Eveline Saalberg, Lieke Klaver, Myrte van der Schoot, Lisanne de Witte        | 0,195   | 3.25,03 | Q     |
| 3    | 8    | Ierland Sophie Becker, Phil Healy, Kelly McGrory, Sharlene Mawdsley                     | 0,204   | 3.25,05 | Q     |
| 4    | 7    | Canada Zoe Sherar, Aiyanna Stiverne, Lauren Gale, Kyra Constantine                      | 0,162   | 3.25,77 | q     |
| 5    | 5    | Italië Ilaria Accame, Anna Polinari, Giancarla Trevisan, Alice Mangione                 | 0,235   | 3.26,50 |       |
| 6    | 6    | Polen Anastazja Kuś, Justyna Święty-Ersetic, Aleksandra Formella, Alicja Wrona-Kutrzepa | 0,172   | 3.26,69 |       |
| 7    | 3    | Duitsland Skadi Schier, Alica Schmidt, Mona Mayer, Eileen Demes                         | 0,150   | 3.26,95 |       |
| 8    | 2    | India Vithya Ramraj, Jyothika Sri Dandi, M. R. Poovamma, Subha Venkatesan               | 0,175   | 3.32,51 |       |

### Finale
De finale vond plaats op zaterdagavond 10 augustus.
| Rang   | Baan | Land                                                                                        | Reactie | Tijd    | Bijz.  |
| ------ | ---- | ------------------------------------------------------------------------------------------- | ------- | ------- | ------ |
| Goud   | 6    | Verenigde Staten Shamier Little, Sydney McLaughlin-Levrone, Gabrielle Thomas, Alexis Holmes | 0,198   | 3.15,27 | WL, AR |
| Zilver | 5    | Nederland Lieke Klaver, Cathelijn Peeters, Lisanne de Witte, Femke Bol                      | 0,191   | 3.19,50 | NR     |
| Brons  | 7    | Groot-Brittannië Victoria Ohuruogu, Laviai Nielsen, Nicole Yeargin, Amber Anning            | 0,200   | 3.19,72 | NR     |
| 4      | 4    | Ierland Sophie Becker, Rhasidat Adeleke, Phil Healy, Sharlene Mawdsley                      | 0,207   | 3.19,90 | NR     |
| 5      | 9    | Frankrijk Sounkamba Sylla, Shana Grebo, Amandine Brossier, Louise Maraval                   | 0,196   | 3.21,41 | NR     |
| 6      | 2    | Canada Zoe Sherar, Savannah Sutherland, Kyra Constantine, Lauren Gale                       | 0,156   | 3.22,01 | SB     |
| 7      | 3    | België Naomi Van den Broeck, Imke Vervaet, Hanne Claes, Helena Ponette                      | 0,136   | 3.22,40 | SB     |
| 8      | 8    | Jamaica Stacey Ann Williams, Andrenette Knight, Shiann Salmon, Stephenie Ann McPherson      | 0,153   | DNF     |        |

1972: Käsling, Kühne, Seidler, Zehrt ·
1976: Maletzki, Rohde, Streidt, Brehmer ·
1980: Prorotsjenko, Gojsjtsjik, Zjoeskova, Nazarova ·
1984: Leatherwood, Howard, Brisco-Hooks, Cheeseborough ·
1988: Ledovskaja, Nazarova, Pinigina, Bryzgina ·
1992: Roezina, Dzjigalova, Nazarova, Bryzgina ·
1996: Stevens, Malone, Graham, Miles ·
2000: Miles Clark, Hennagan, Colander, Anderson ·
2004: Trotter, Henderson, Richards, Hennagan ·
2008: Wineberg, Felix, Henderson, Richards ·
2012: Trotter, Felix, McCorory, Richards-Ross ·
2016: Okolo, Hastings, Francis, Felix ·
2020: McLaughlin, Felix, Muhammad, Mu ·
2024: Little, McLaughlin-Levrone, Thomas, Holmes